# Chalivoy-Milon
Chalivoy-Milon település Franciaországban, Cher megyében. Lakosainak száma 380 fő (2022. január 1.). Chalivoy-Milon Bannegon, Blet, Bussy, Chaumont, Cogny, Lantan és Thaumiers községekkel határos.

## Népesség
A település népességének változása:
| Lakosok száma | 471  | 504  | 481  | 386  | 462  | 442  | 431  | 418  | 404  | 380  |
|               | 1968 | 1982 | 1990 | 2006 | 2013 | 2015 | 2017 | 2019 | 2020 | 2022 |